# Seattle Seahawks 1978
La stagione 1978 dei Seattle Seahawks è stata la terza della franchigia nella National Football League. I Seahawks vinsero nove partite, concludendo la loro prima stagione con un saldo positivo.
Guidati dal terzo attacco migliore della NFL, i Seahawks potevano contare su giocatori come David Sims, che guidò l'American Football Conference in touchdown totali, 15, 14 dei quali su corsa, e Steve Largent che fu convocato per il suo primo Pro Bowl dopo 71 ricezioni e 8 touchdown. La difesa al contrario si mantenne su bassi livelli, terminando al 26º posto della lega. In questa stagione, Terry Beeson stabilì un record di franchigia di 153 tackle, che durò fino al 2016 quando fu superato da Bobby Wagner.

## Scelte nel Draft 1978
| 1/9    | Keith Simpson | Defensive back   | Memphis State |
| 2/36   | Keith Butler  | Linebacker       | Memphis State |
| 3/63   | Bob Jury      | Defensive Back   | Pittsburgh    |
| 5/119  | Louis Bullard | Offensive tackle | Jackson State |
| 6/146  | Glenn Starks  | Wide receiver    | Texas A&I     |
| 7/173  | John Harris   | Defensive Back   | Arizona State |
| 9/231  | Rich Grimmett | Offensive Tackle | Illinois      |
| 10/258 | Rob Stewart   | Wide Receiver    | Lafayette     |
| 11/301 | George Halas  | Linebacker       | Miami (FL)    |
| 12/316 | Jeff Bergeron | Running back     | Lamar         |

## Staff
Fonte:

## Roster
| Roster dei Seattle Seahawks nel 1978 |
| --- |
| Quarterback - 12 Sam Adkins - 16 Steve Myer - 10 Jim Zorn Running Back - 31 Tony Benjamin - 34 Rufus Crawford - 24 Al Hunter - 35 David Sims FB - 47 Sherman Smith - 42 Don Testerman FB Wide Receiver - 89 Duke Fergerson - 80 Steve Largent - 84 Sam McCullum - 83 Steve Raible Tight End - 87 Ron Howard - 88 Brian Peets - 81 John Sawyer Offensive Linemen - 64 Charles Aiu G - 76 Steve August T - 63 Nick Bebout T - 72 Louis Bullard T - 73 Norm Evans T - 54 Art Kuehn C - 61 Tom Lynch G - 78 Bob Newton G - 51 John Yarno C Defensive Linemen - 68 Dennis Boyd DT - 67 Bill Cooke DT - 77 Bill Gregory DE - 70 Dave Kraayeveld DE/DT - 71 Steve Niehaus DT - 62 Ernie Price DE - 75 Alden Roche DE - 66 Bill Sandifer DT Linebacker - 58 Terry Beeson - 53 Keith Butler - 57 Pete Cronan - 36 Ken Geddes - 56 Sammy Green - 59 Charles McShane Defensive Back - 27 Autry Beamon S - 22 Dave Brown CB - 44 John Harris S - 26 Kerry Justin - 88 Doug Long - 48 Keith Simpson - 38 Cornell Webster Special Team - 34 Rufus Crawford KR - 1 Efrén Herrera K - 3 John Leypoldt K - 18 Herman Weaver P Lista delle riserve - 60 Ron Coder G (IR) - 25 Don Dufek S (IR) - 85 Marcus Hatley TE (IR) - 9 Mike Korves P (IR) 49 attivi, 0 inattivi, 0 nella squadra di allenamento |
| Legenda - I rookie sono in corsivo. - Il primo ruolo è il principale mentre gli eventuali successivi indicano i ruoli secondari. - (IR) sta per Injured Reserve ed indica la lista ristretta per un solo giocatore infortunato che può tornare ad allenarsi dopo la settimana 6 e a rientrare in prima squadra dopo che questa ha giocato 8 partite. - (NF-Inj.) / (NF-Ill.) stanno rispettivamente per Non-Football Injured e Non-Football Illness ed indicano le liste dove viene inserito un giocatore che ha un infortunio o una malattia non dipendente dal football americano. - (PUP) sta per Physically Unable to Perform ed indica la lista dove viene inserito un giocatore mentre è in attesa di recuperare la condizione fisica. Nella stagione regolare dopo la sesta partita giocata dalla propria squadra, il giocatore ha tempo tre settimane per riprendere ad allenarsi, più tre settimane aggiuntive dal suo rientro agli allenamenti per rientrare in prima squadra. |

## Calendario
| Turno | Data       | Avversario            | Risultato   | Stadio                          | Record | Pubblico |
| 1     | 3/9/1978   | San Diego Chargers    | S 20-24     | Kingdome                        | 0-1    | 55.778   |
| 2     | 10/9/1978  | @ Pittsburgh Steelers | S 10-21     | Three Rivers Stadium            | 0-2    | 48.277   |
| 3     | 17/9/1978  | @ New York Jets       | V 24-17     | Shea Stadium                    | 1-2    | 46.911   |
| 4     | 24/9/1978  | Detroit Lions         | V 28-16     | Kingdome                        | 2-2    | 60.040   |
| 5     | 1/10/1978  | @ Denver Broncos      | S 7-28      | Mile High Stadium               | 2-3    | 74.989   |
| 6     | 8/10/1978  | Minnesota Vikings     | V 29-28     | Kingdome                        | 3-3    | 62.031   |
| 7     | 15/10/1978 | @ Green Bay Packers   | S 28-45     | Milwaukee County Stadium        | 3-4    | 52.712   |
| 8     | 22/10/1978 | Oakland Raiders       | V 27-7      | Kingdome                        | 4-4    | 62.529   |
| 9     | 29/10/1978 | Denver Broncos        | S 17-20 DTS | Kingdome                        | 4-5    | 62.948   |
| 10    | 5/11/1978  | @ Chicago Bears       | V 31-29     | Soldier Field                   | 5-5    | 50.697   |
| 11    | 12/11/1978 | Baltimore Colts       | S 14-17     | Kingdome                        | 5-6    | 61.905   |
| 12    | 19/11/1978 | @ Kansas City Chiefs  | V 13-10     | Arrowhead Stadium               | 6-6    | 35.252   |
| 13    | 26/11/1978 | @ Oakland Raiders     | V 17-16     | Oakland-Alameda County Coliseum | 7-6    | 52.978   |
| 14    | 3/12/1978  | Cleveland Browns      | V 47-24     | Kingdome                        | 8-6    | 62.262   |
| 15    | 10/12/1978 | @ San Diego Chargers  | S 10-37     | San Diego Stadium               | 8-7    | 49.975   |
| 16    | 17/12/1978 | Kansas City Chiefs    | V 23-19     | Kingdome                        | 9-7    | 58.490   |

## Classifiche
| AFC West           | AFC West | AFC West | AFC West | AFC West | AFC West | AFC West | AFC West | AFC West | AFC West |
|                    | V        | S        | P        | %        | DIV      | CONF     | PF       | PS       | Str.     |
| ------------------ | -------- | -------- | -------- | -------- | -------- | -------- | -------- | -------- | -------- |
| Denver Broncos(3)  | 10       | 6        | 0        | .625     | 7–1      | 8–4      | 282      | 198      | S1       |
| Seattle Seahawks   | 9        | 7        | 0        | .563     | 4–4      | 6–6      | 345      | 358      | V1       |
| Oakland Raiders    | 9        | 7        | 0        | .563     | 3–5      | 5–7      | 311      | 283      | V1       |
| San Diego Chargers | 9        | 7        | 0        | .563     | 5–3      | 7–5      | 355      | 309      | V3       |
| Kansas City Chiefs | 4        | 12       | 0        | .250     | 1–7      | 4–10     | 243      | 327      | S2       |

## Leader della squadra
| Leader della squadra   |                 |       |
| Categoria              | Giocatore       | N.    |
| Yard passate           | Jim Zorn        | 3.283 |
| Touchdown passati      | Jim Zorn        | 15    |
| Yard corse             | Sherman Smith   | 805   |
| Touchdown su corsa     | David Sims      | 14    |
| Ricezioni              | Steve Largent   | 71    |
| Yard ricevute          | Steve Largent   | 1.168 |
| Touchdown su ricezione | Steve Largent   | 8     |
| Sack                   | Bill Gregory    | 9,0   |
| Intercetti             | Cornell Webster | 5     |

## Premi
- Jack Patera:

allenatore dell'anno